# Lesley Laird
Lesley Margaret Laird (née le 15 novembre 1958) est la vice-présidente du parti travailliste écossais et la députée de Kirkcaldy & Cowdenbeath de 2017 à 2019.
Conseillère depuis 2012, elle est l'ancienne directrice adjointe du conseil Fife, où elle est également responsable du portefeuille de l'administration pour l'économie et la planification.

## Biographie
Née à Greenock et ayant étudié au James Watt College à l'Université calédonienne de Glasgow, puis à l'Université Napier d'Édimbourg, elle occupe auparavant des postes de ressources humaines dans les secteurs de l'électronique, des semi-conducteurs et des services financiers avant les élections.
Elle est choisie pour la première fois par le parti travailliste de sa circonscription pour participer aux élections locales de 2012 et est élue aux côtés de son colistier écossais travailliste.
Elle est nommée porte-parole pour l'économie et la planification en février 2013 et un an plus tard, elle est élue par ses collègues conseillers travaillistes au poste de leader adjoint.
Elle demande à être sélectionnée sur la liste régionale des travaillistes écossais de la région du Mid Scotland et du Fife.

## Carrière parlementaire
Aux élections générales britanniques de 2017, elle est désignée comme la candidate du Parti travailliste écossais dans la circonscription de Kirkcaldy et Cowdenbeath, qui est celle de l'ancien Premier ministre travailliste, Gordon Brown.
Elle bat Roger Mullin, député sortant du SNP, avec 36,8% des voix et est nommée Secrétaire d'État pour l'Écosse du cabinet fantôme moins d'une semaine plus tard, le 14 juin 2017. Elle est battue lors des élections de décembre 2019.